# Język modole
Język modole (lub madole) – język zachodniopapuaski używany w północnej części wyspy Halmahera w indonezyjskiej prowincji Moluki Północne, w regionie Kao. Według danych szacunkowych z 2019 r. mówi nim 3 tys. osób. Należy do grupy języków północnohalmaherskich  .
Posługuje się nim grupa etniczna Modole. Jego użytkownicy zamieszkują obszar kecamatanu Kao Barat (kabupaten Halmahera Utara). Dzieli się na dwa dialekty: północny i południowy, przy czym różnice między nimi zostały opisane jako niewielkie. Odpowiada to lokalnemu podziałowi na dwie grupy wsi. Dialekt północny jest używany w miejscowościach Pitago, Kai, Bailengit, Parseba, Tuguis i Soa Maetek, a południowy – w Tolabit, Soahukum i Soa Singaji.
Język niewielkiej społeczności; w latach 80. XX w. liczbę jego użytkowników oszacowano na 1800 osób. Jest wyraźnie zagrożony wymarciem; w wielu domenach (edukacji, administracji czy sferze religijnej) dominują inne języki (lokalny malajski, indonezyjski). W niektórych wsiach odnotowano zanik jego użycia (rodzime języki regionu tracą na znaczeniu wraz z postępującą ekspansją malajskiego).
Dostępne dane nt. tego języka (z XX w.) sprowadzają się do materiałów leksykalnych i tekstowych. Opublikowano listy słownictwa (1980, 1916) oraz zbiór tekstów (wraz z tłumaczeniami, 1916).